# Pz.Kpfw. IV hydrostat.
Pz.Kpfw. IV с гидростатической трансмиссией (нем. Panzerkampfwagen IV mit hydrostatischem Antrieb) — немецкий опытный средний танк периода Второй мировой войны, модификация серийного Pz.Kpfw. IV с гидростатической трансмиссией.

## История создания
Прототип был выпущен в 1944 году заводом Zahnradfabrik Friedrichshafen AG. Был испытан в Германии, но о результатах этих испытаний ничего не известно. Установка новой трансмиссии имела экспериментальный характер, серийно производить танк не планировалось.

## Описание конструкции

### Броневой корпус и башня
Корпус танка представлял собой изменённый корпус Pz.Kpfw. IV. Гидростатическая трансмиссия занимала меньше места, поэтому её скомпоновали в кормовой части, переделав корпус под задние ведущие колёса. Внутри боевого отделения карданные валы вместе с коробкой передач в носовой части машины были удалены. В передней части располагались места механика-водителя и стрелка-радиста.
Башня танка не менялась, за исключением того, что электрический привод поворота был заменён гидравлическим. Внутри башни располагались командир, наводчик и заряжающий. Место командира находилось непосредственно под командирской башенкой, наводчик располагался слева от казённой части пушки, заряжающий — справа.

### Вооружение
Основным вооружением служила танковая пушка 7,5-cm Kw.K. 40 L/48, присущая поздним модификациям Pz.Kpfw. IV. Дополнительно в танке устанавливались два 7,92-мм пулемёта MG-34.

### Двигатель и трансмиссия
В танке применялся V-образный 12-цилиндровый четырёхтактный карбюраторный двигатель жидкостного охлаждения Maybach HL 120TRM, с рабочим объёмом в 11 867 см³, развивавший мощность в 300 л. с. при 3000 об/мин. Топливом служил этилированный бензин с октановым числом не ниже 74. Двигатель приводил в действие два масляных насоса, питающих два гидростатических мотора, которые, в свою очередь, приводили в движение ведущие колёса. Гидростатическая трансмиссия позволяла плавно и бесступенчато изменять скорость и отказаться от коробки передач.

### Ходовая часть
Ходовая часть применительно к одному борту состояла из восьми сдвоенных обрезиненных опорных катков диаметром 470 мм, четырёх сдвоенных поддерживающих катков, ведущего колеса сзади и направляющего спереди. Опорные катки были сблокированы попарно на балансирах с подвеской на четвертьэллиптических листовых рессорах.
Гусеницы — стальные, мелкозвенчатые, цевочного зацепления, одногребневые Kgs 61/400/120 шириной 400 мм. Одна гусеница состояла из 99 траков.

### Средства наблюдения и связи
Командир танка располагал пятью широкими смотровыми щелями по периметру командирской башенки, дававшими ему круговой обзор. Смотровые щели командира, как и у всех остальных членов экипажа, снабжались защитным триплексным стеклоблоком с внутренней стороны.
Основным средством наблюдения для механика-водителя служила широкая смотровая щель в лобовой плите корпуса. С внутренней стороны щель защищалась триплексным стеклоблоком. Стрелок-радист каких-либо средств обзора лобового сектора, помимо прицела курсового пулемёта, не имел.

## Итоги
В апреле 1945 года 3-я пехотная дивизия США продвигалась через южную Германию. 28 апреля был захвачен завод Zahnradfabrik, а вместе с ним и прототип танка. В течение года танк был отправлен в США, где проходил испытания, в ходе которых трансмиссия вышла из строя. Продолжать испытания было невозможно из-за отсутствия запчастей. Было отмечено, что танк вёл себя хорошо при прямолинейном движении, но управляемость в повороте была неудовлетворительной.
В данный момент экспонируется на открытой площадке Абердинского испытательного полигона в штате Мэриленд.